# Зграда Начелства окружја Пожаревачког
Зграда Начелства окружја Пожаревачког, као споменик културе од великог значаја, води се у евиденцији надлежних Завода и као зграда Окружног начелства у Пожаревцу и зграда СО Пожаревац. Подигнута је 1888. и 1889. године за потребе свих окружних надлештва и као седиште државне администрације. Данас је Градска кућа Града Пожаревца.

## Историјат
Зграда Окружног начелства је саграђена на простору на коме се некада налазио комплекс конака Кнеза Милоша, од којих је 1888. године последњи срушен конак Кнегиње Љубице. У Министарству грађевине, пројекат познатог аустријског архитекте Фридриха Гизела је одобрен уз извесне коректуре архитеката Јована Илкића и Душана Живановића. По својој величини, архитектонској концепцији и декоративној обради, ово здање импозантних размера и математички складних пропорција, за ондашњу Србију била је најрепрезентативнија и највећа управна зграда тога времена.

## Архитектура зграде
Зграда је подигнута као слободно стојећи објекат, изведена као разуђена и репрезентативна двојна композиција чије је решење засновано на ренесансном принципу пуне симетрије као основном постулату лепог. Састоји се од подрума, приземља, спрата и поткровља изнад централног дела здања. Угаона решења сложене основе објекта и архитектонски раскошно наглашен централни део објекта са надвишеним мансардним крововима, доприносе утиску дворске архитектуре. Ликовност свих фасада се одликује богатом примарном, секундарном и терцијерном декоративном пластиком и стилски доследно примењеном обрадом у духу неоренесансе и класицизма уз доследно поштовање свих постулата зрелог академизма. У ентеријеру, посебну уметничку вредност имају површине са зидним и декоративним сликарством. Композиционо и тематски издваја се представа „Таковски устанак“ на плафону свечаног салона, док је на своду степенишног простора насликан краљевски грб династије Обреновић из 1882. године са девизом Tempus est meum jus. Специфичност здања јесу и уметнички осликани простори посебне намене - салон и приватне одаје намењене члановима династије Обреновић, као и уметнички обрађени делови опреме ентеријера (степенишне ограде, лустери, рукохвати, елементи од кованог гвожђа...) и површине које су обрађене посебним техникама.

## Градски парк
Испред здања Окружног начелства, налази се Градски парк који је 1894. године изграђен на месту где је некада била сточна пијаца. Парк је пројектован и изведен по угледу на класичне француске паркове. Његова шема је академистички строга и геометријски правилна. Заснована је на принципу наглашених цветних рундела које су формиране у тачкама пресека главних ортогоналних оса парка. Оригинални план парка није сачуван. Концепција геометријске шеме по коме је парк изведен, може се приписати тадашњем главном градском инжењеру Феликсу Далековићу.
У самом средишту парка, на месту његове тежишне тачке, 24. јуна 1898. године „захвални народ округа пожаревачког ослободиоцу своме и књазу Милошу Т. Обреновићу I” подигао је изузетан споменик изливен у бронзи. Скулптура је израђена у Паризу, а аутор је Ђорђе Јовановић, док је у северном делу парка биста Васе Пелагића (вајара Стевана Боднарова 1955), у јужном делу бисте народних хероја: Божидара Димитријевића Козице (вајара Божидара Обрадовића), Бошка Вербалова (вајара Николе Јанковића) и Чеде Васовића (вајара Стевана Боднарова).